# Mieczysław Maliński
Mieczysław Maliński (n. 31 octombrie 1923, Brzostek⁠(d), voievodatul Subcarpatia, Polonia – d. 15 ianuarie 2017, Cracovia, Polonia) a fost un teolog catolic polonez, scriitor creștin și publicist. A studiat teologia la Cracovia, Lublin, Roma, München și Münster (Westfalia).